# Kapitalismen (sång)
Kapitalismen, oftast kallad Sådan är kapitalismen (på danska Sådan er kapitalismen) efter refrängens första rad, är en satirisk dansk protestvisa från 1966, skriven av Per Dich (1926-1994), översatt av Per-Anders Boquist och ursprungligen utgiven som en singel.
Fred Åkerströms svenska version kom ut 1967 på albumet Dagsedlar åt kapitalismen. En version framfördes av Finn Zetterholm och Bengt Sändh i TV-filmen Badjävlar (1971). Flera andra coverversioner har spelats in under åren, och sången har fortsatt att vara populär i vänsterkretsar i Danmark och Sverige. Ursprunget till sången är en brittisk music hall-sång från slutet av 1800-talet med titeln She Was Poor, But She Was Honest.